# スチュアート・プライス
スチュアート・デヴィッド・プライス（Stuart Price、1977年9月9日 - ）は、イギリスの電子音楽家、DJ、ソングライター、プロデューサーであり、マドンナ、デュア・リパ、ザ・キラーズ、ニュー・オーダー、カイリー・ミノーグ、DMA'S、エクザンプル、テイク・ザット、ミッシー・エリオット、シザー・シスターズ、ペット・ショップ・ボーイズ、ブランドン・フラワーズ、グウェン・ステファニー、シール、キーン、ジェシー・ウェア、フランクミュージック、ハード・ファイ、ハーツ、エヴリシング・エヴリシング、リナ・サワヤマ、ダリンとの仕事で知られる。別名義としては自分のバンドであるズート・ウーマン、デジタル・リズム、ペーパー・フェイス、マン・ウィズ・ギター、シン・ホワイト・デューク、ジャックス・ル・コントがある。

## ソロとグループ・ワーク
プライスはパリで生まれたが、イギリスのレディングで育った。彼のキャリアは二つの活動の同時進行により始まり、ロンドンを拠点としたレーベルのウォール・オブ・サウンドから音楽をリリースした。アダム・ブレイクとジョニー・ブレイクとともにズート・ウーマンを結成し、EP『スウィート・トゥ・ザ・ウィンド』は1995年に発売された。時を同じくしてジャックス・ル・コントのペンネームを使ってデジタル・リズムでも活動を始めた。元々その名前を選んだのは1990年代のイギリスにおけるフレンチ・ハウスの爆発的な需要に関連させるためだったのだが、プライスは通訳を介しフランス語でイギリス人ジャーナリストとインタビューせざるを得ないほどになってしまった。この頃のインタビューでプライスはある日ヒューマン・リーグのアルバム『デアー』を聴くまではクラシック音楽ばかりを聴いて育ったと主張した。
デジタル・リズムの最初のアルバム『リベレイション』は1996年に発売され、シングル「ジャッカス・ユア・ボディ」が翌年に続いた。1999年に再発売されて、イギリスのシングルチャートでは60位を記録しており 、同年のアルバム『ダークダンサー』に収録された。1980年代のダンス・ミュージックに多大な影響を受けた『ダークダンサー』は のちにヴィンス・マガジンの「歴代最高のダンスアルバム99選」に選ばれた。
ズート・ウーマンはデビュー・アルバム『リヴィング・イン・ア・マガジン』を2001年に発売し、2003年にはバンドと同名のアルバムを発売した。同年、プライスはDJとしてロンドンにあるクラブのファブリックが発売するリミックス・アルバム・シリーズの一つ「ファブリックライブ.09」をジャックス・ル・コント名義で発売する。同名義での初のオリジナル作品は翌年に発売され、ジェネラル・ディグリーをフィーチャリングした「…アンド・ダンス」がシングルとして発売された。ズート・ウーマンのアルバム『シングス・アー・ホワット・ゼイ・ユーズド・トゥ・ビー』は2009年に発売され、ジャックス・ル・コントとしてのシングルもそれに続いた、どちらもフィジカル・フォーマットとSoundcloudでのフリー・ダウンロードで発売された。

## プロデューサーとして
プライスは時に共作も含めて数多くの著名なアーティストをプロデュースしてきた。同時にプライスはシン・ホワイト・デューク、ジャックス・ル・コント、デジタル・リズムの名義を使って数多くの曲のリミックスも行ってきた。その他の名義としてはマン・ウィズ・ギターやペーパー・フェイスがある。プライスのリミックスはアルペジオ、リフ、ヴォーカル・ラインを曲中通して弱めるかフィルターを施して曲を最高潮に保ったクラブ向きのビートを効かせるのが特徴的である。彼はオリジナルのヴォーカル部分は活かしたまま、それ以外の部分を作り替える事が多い。

### マドンナ
プライスはマドンナの10枚目のアルバム『コンフェッションズ・オン・ア・ダンスフロア』（2005年）での仕事が主に知られている。マドンナのコラボレーションはミルウェイズを介してマドンナの『ミュージック』のアルバムのいくつかの曲をリミックスした後、2001年のツアー「ドラウンド・ワールド・ツアー」に音楽監督として参加したことから始まった。2004年のリ・インヴェンション・ツアーと2006年のコンフェッションズ・ツアーでも引き続き音楽監督を続投した。プライスはアルバムのシングル「ハング・アップ」「ソーリー」 （マン・ウィズ・ギターとして）、「ゲット・トゥゲザー」「ジャンプ」のリミックスの他にも アルバム曲の「アイ・ラブ・ニューヨーク」「レット・イット・ウィル・ビー」のリミックスにもペーパー・フェイスの名義で参加している。プライスはマドンナの2003年のアルバム『アメリカン・ライフ』に収録された「エックス・スタティック・プロセス」にも共作者として名を連ねている。プライスは他にも「ハリウッド」「マイルズ・アウェイ」のリミックスを手がけており、「ハリウッド」のリミックスはブリトニー・スピアーズ、クリスティーナ・アギレラ、ミッシー・エリオットと行ったMTVビデオ・ミュージック・アワードのパフォーマンスに選ばれた。

### ザ・キラーズ
ザ・キラーズとの仕事はシン・ホワイト・デュークの名義でヒット・シングル「ミスター・ブライトサイド」のリミックスを手がけたことから始まった。その後、アルバム『サムズ・タウン』からの最初のシングル「ウェン・ユー・ワー・ヤング」のリミックスも手がけた。プライスはB面集『サウダスト』に収録された2曲の再録音曲のプロデュースに携わった。プライスの「ミスター・ブライトサイド」のリミックスはアルバムのボーナス・トラックに収録された。 プライスは2008年11月24日に発売された3枚目のアルバム『デイ&エイジ』をプロデュースした。シン・ホワイト・デュークの名義でリード・シングル「ヒューマン」のエクステンデッド・リミックスも担当した。プライスはバンドのボーカル、ブランドン・フラワーズのソロ・アルバム『フラミンゴ』の多くの曲もプロデュースしている。
『バトルボーン』にはプライスがプロデュースした曲が2曲収録されており、アルバムの1曲目「フレッシュ・アンド・ボーン」のジャックス・ル・コント・リミックスも収録されている。
プライスはベスト・アルバム『ダイレクト・ヒッツ』に収録されている新曲「ジャスト・アナザー・ガール」のプロデュースもしている。
2017年のアルバム『ワンダフル・ワンダフル』ではシングル「ザ・マン」のリミックスを担当した。

### ペット・ショップ・ボーイズ
プライスはパンデムニウム・ツアーの音楽監督を務め、2013年のアルバム『エレクトリック』をプロデュースした。アルバムは彼らにとって1993年以来の高順位となる3位をイギリスのアルバムチャートで記録し、高評価を得た。彼はエレクトリック・ツアーのいくつかのショウで一緒に廻った。プライスは2016年のアルバム『スーパー』と2020年のアルバム『ホットスポット』でもプロデュースを担当した。どちらのアルバムもチャートで3位を記録し高い評価を獲得している。

### カイリー・ミノーグ
プライスは2010年6月30日に発売したミノーグの11枚目のアルバム『アフロディーテ』でエグゼクティブ・プロデューサーを務めた。6月11日にヒット・シングル「オール・ザ・ラヴァーズ」が発売され、プライスがエクステンデッド・バージョンのリミックスをした「ゲット・アウタ・マイ・ウェイ」が続いた。

### その他のプロデュース
プライスは2007年11月に発売されたシールの5枚目のアルバム『システム』をプロデュースした。彼はアルバムのいくつかの曲を共作した。プライスは2008年10月に発売されたキーンのアルバム『パーフェクト・シンメトリー』 も同様に手がけている。
プライスはニュー・オーダーのアルバム『バーナード・サマー』 も手がけたと報告されている 。しかしながらプロジェクトは頓挫した。
プライスは2010年6月28日に発売されたシザー・シスターズのアルバム『ナイト・ワーク』を手がけた。アルバムからの最初の曲として「インヴィジブル・ライト」が発売され、「ファイアー・ウィズ・ファイアー」「エニィ・ウィッチ・ウェイ」が続いた。
2010年、プライスはロビー・ウィリアムズが復帰を果たしたテイク・ザットのアルバム『プログレス』を手がけた。『プログレス』は2010年で最も売れたアルバムとなり、イギリスで歴代2番目に早く売れたアルバムにもなった。2011年、彼はハード・ファイのアルバム『キラー・サウンズ』のプロデューサーとして働いた。2012年5月にはシザー・シスターズの4枚目のアルバム『マジック・アワー』で2曲のプロデュースに参加した。
2012年のロンドン・オリンピックでプライスはディレクターのダニー・ボイルがオリンピックのサウンドロゴとして要と考えているテーマソングを作ることを打診された。 様々な会場で演奏される事を考えて、プライスは様々な要素を組み合わせたモジュラー作品に着手した。「様々な要素を重ね合わせる事で競輪場用の速いバージョン、TVの後ろで流れる用の遅いバージョン、メダル授与式での意気揚々としたバージョンなどを作る事が出来る」と述べている。
2014年、テイク・ザットの7枚目のアルバム『スリー』の多くの曲をプロデュース。
2015年、プライスは批評家から高評価を受けたエヴリシング・エヴリシングのアルバム『ゲット・トゥ・ヘヴン』のプロデュースを務めた、デジタル・スパイは「アルバム・オブ・ザ・イヤーの候補」と称し、Qは5つ星を挙げた。
2017年、プライスは多くのプロデュースをした。最初の冒険はキエスザの2017年のシングル「ディア・ビラヴド」で彼女の発売予定の2枚目のアルバムからのリード・シングルとなった。彼はアブソファクトをボーカルに迎えたザ・ノックスのシングル「トラブル」のリミックスにジャックス・ル・・コントとしてクレジットされた。曲は彼らのEP『テスティファイ』から2枚目のシングルになった。
2019年、プライスはイギリスのバンド、スンダラ・カルマの2枚目のアルバム『ウルフィルアズ・アルファベット』をプロデュースした。
2020年、プライスはプロデューサーの一人として、デュア・リパのアルバム『フューチャー・ノスタルジア』に参加。参加した4曲の内3曲がシングルになった。彼は更にオーストラリアのバンドDMA'Sの3枚目のアルバム『ザ・グロウ』も手がけ高い評価を受けた。
2022年、プライスがプロデュースしたスウェーデンの歌手ダリンの「スーパースター」が発売された。
プライスは リナ・サワヤマの2022年9月16日発売の2枚目のアルバム『ホールド・ザ・ガール』のプロデューサーの一人としても名を連ねている。

## リミックス
プライスはコールドプレイの「美しき生命」のリミックスを手がけ、シン・ホワイト・デューク・リミックスとしてバンドの公式サイトで販売されている。プライスはフランクミュージックのデビュー・アルバム『スリー・リトル・ワーズ』のプロデュースとマスタリングを行った。シン・ホワイト・デュークとしてデペッシュ・モードの2009年のシングル「ロング」に2つのリミックスを提供している。
2009年、プライスはシン・ホワイト・デュークとしてスニーキー・サウンド・システムの「イッツ・ノット・マイ・プロブレム」にリミックスを提供した。デペッシュ・モードの「ロング」のように同名義でフレンドリー・プライズの「ジャンプ・イン・ザ・プール」、ロイクスプーズの「ディス・マスト・ビー・イット」、最新ではミューズの「アンディスクローズド・デザイア」のリミックスも手がけている。ペット・ショップ・ボーイズのコンサートのツアー・アレンジメントに関わった事でプライスは個人的な夢を叶えた。ペット・ショップ・ボーイズの2月のブリット・アワードのパフォーマンスのアレンジも手がけており、10分に渡る新旧のヒット曲のマッシュアップで授賞式を終えた。
マイク・スノウのシングル「ラビット」のミックスとリミックスを担当し、その後テイク・ザットのアルバム「プログレス」をプロデュース、2011年夏に発売された彼らの最初のEP『プログレスド』も手がけた。それまでの間プライスは「プログレス・ツアー」に音楽監督として帯同。プライスはダフィーのアルバム『エンドレスリー』でも共同プロデュースとミックスを担当。
ジャックス・ル・コントとしてU2、ケイティ・ペリー、マイク・スノウ、コールドプレイなどのいくつものクラブ・リミックスを手がけている。
2012年6月、コールドプレイはプライスによる「チャーリー・ブラウン」のリミックスを拒絶した、だがプライスは7月13日のBBC Radio 1のアニー・マークのラジオでこのリミックスをオンエアした。
彼はジュリエットの「アヴァロン」にもリミックスを制作した。
スチュアートはルーカス・ケラーとミルク&ハニーのアレックス・ハーロウによりマネージメントされており、ワーナーチャペルから全世界に向けて出版している。

## 受賞

### グラミー賞
| 2005 | グラミー賞 | Best Remixed Recording, Non-Classical | "It's My Life (Jacques Lu Cont's Thin White Duke Mix)"   | 受賞       | [ 17 ] |
| 2006 | グラミー賞 | Best Remixed Recording, Non-Classical | "Mr. Brightside (Jacques Lu Cont's Thin White Duke Mix)" | ノミネート | [ 17 ] |
| 2006 | グラミー賞 | Best Dance Recording                  | "Guilt Is a Useless Emotion"                             | ノミネート | [ 17 ] |
| 2007 | グラミー賞 | Best Dance Recording                  | "Get Together"                                           | ノミネート | [ 17 ] |
| 2007 | グラミー賞 | Best Dance/Electronic Album           | Confessions on a Dance Floor                             | 受賞       | [ 17 ] |
| 2007 | グラミー賞 | Best Remixed Recording, Non-Classical | Talk (Thin White Duke Mix)"                              | 受賞       | [ 17 ] |

2011年、ミュージック・アワード賞の年間最優秀プロデューサーに選ばれた。
2015年6月、ピート・トングの殿堂入り。

## ディスコグラフィー

### アルバム
デジタル・リズム
- Libération (1996)
- Darkdancer (1999)

ジャックス・ル・コント
- Blueprint (2000)[20]
- FabricLive.09 (2003)
- Palindrome (2013)

トラキューズ
- Tracques Volume 1 (2013)

ズート・ウーマン
- Living in a Magazine (2001)
- Zoot Woman (album)|Zoot Woman (2003)
- Things Are What They Used to Be (2009)
- Star Climbing (2014)
- Absence (Zoot Woman album)|Absence (2017)
- Redesigned (2018)
- Maxidrama (TBC)

### シングル
| "Jacques Your Body (Make Me Sweat)"                   | 1997 | 9  | 38 | 12 | 30 | Darkdancer     |
| "Music Makes You Lose Control"                        | 1998 | 69 | —  | —  | —  | Darkdancer     |
| "(Hey You) What's That Sound?"                        | 1998 | 80 | —  | —  | —  | Darkdancer     |
| "Sometimes" (featuring Nik Kershaw)                   | 1999 | 56 | —  | —  | —  | Darkdancer     |
| "Safe with You" (with Alex Metric featuring Malin)    | 2013 | —  | —  | —  | —  | アルバム未収録 |
| "Feel of Love" (with Tensnake featuring Jamie Lidell) | 2014 | —  | —  | —  | —  | Glow           |
| "—"                                                   |      |    |    |    |    |                |